# Counts-Eisfall
Der Counts-Eisfall ist ein steiler, stark zerklüfteter Gletscherbruch an der Nahtstelle zwischen dem Ford-Massiv und dem Bermel Escarpment in den westantarktischen Thiel Mountains. 
Das Advisory Committee on Antarctic Names benannte ihn 1962 nach Lieutenant Commander William D. Counts von der United States Navy, der beim Absturz einer Lockheed P-2 kurz nach dem Start von der Wilkes-Station am 9. November 1961 gemeinsam mit vier weiteren Passagieren ums Leben gekommen war. 